# Spiegel BE
| BE ist das Kürzel für den Kanton Bern in der Schweiz. Es wird verwendet, um Verwechslungen mit anderen Einträgen des Namens Spiegel zu vermeiden. |

Der Spiegel ist eine Ortschaft in der Gemeinde Köniz bei Bern in der Schweiz.
Die Ortschaft hat 4516 Einwohner, liegt am Gurten und ist durch die städtischen Verkehrsbetriebe Bernmobil an die Berner Innenstadt und die anderen Vororte Berns angeschlossen.
Der Spiegel ist vor allem mit Einfamilienhäusern, vereinzelten Villen und einigen Mehrfamilienhäusern bebaut. Ein Teil des Spiegels heisst Gurten-Gartenstadt.

## Persönlichkeiten
- Rudolf Gnägi, verstorben im Spiegel
- Lukas Hartmann, lebte im Spiegel
- Marc Hodler, lebte im Spiegel
- Sophie Hunger, lebte im Spiegel
- Simonetta Sommaruga, lebte im Spiegel
- Ronald Kocher, lebt im Spiegel
- Kuno Lauener wuchs im Spiegel auf

## Einzelnachweise

Spiegel b. Bern in der oberen Bildhälfte (Swissair-Foto 1994)